# Gabès

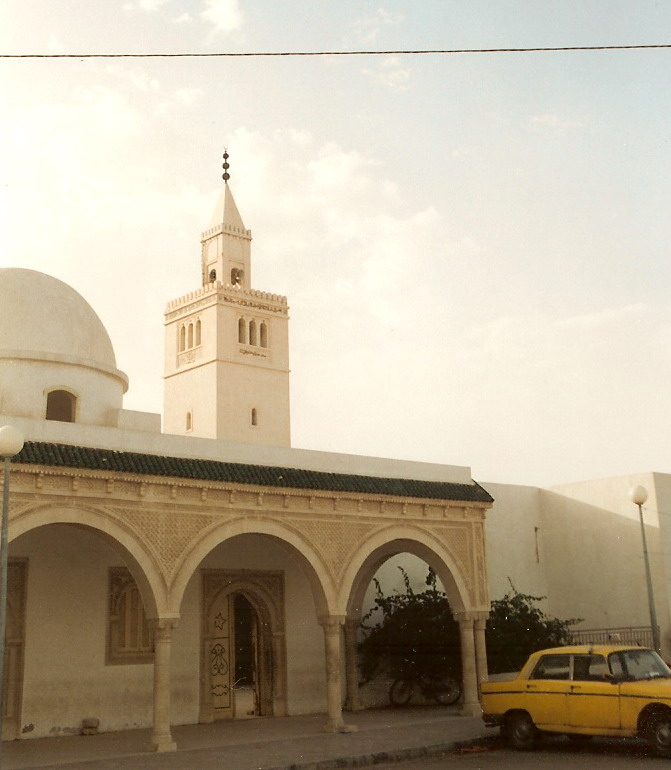
Moské i Gabès.

Gabès (arabiska قابس, Qabis) är en stad i södra Tunisien, vid Gabèsbukten (Khalij Qabis). Staden är huvudort för guvernementet Gabès och hade 130 984 invånare vid folkräkningen 2014.
Gabès är en oasstad med livlig handel. Viktiga näringar i staden är fiske och fiskeindustri samt kemisk industri, cement-, järn- och stålindustri. Staden är en vägknutpunkt och en badort. Den grundades ursprungligen av fenicierna, och hette under antiken Tacapae. Från den antika staden finns ruiner av romerska bad.
Landtungan vid Gabès, 25 km bred och 54 m hög, skiljer havet från den östligaste armen av saltsjön Chott el Djerid.

## Administrativ indelning
Kommunen är indelad i sex arrondissement:
- Bou-chemma
- Chott Essalem Balad
- Cité Manara
- Gabès
- Sidi Boulbaba
- Teboulbou